# Abaristophora diversipennis
Abaristophora diversipennis är en tvåvingeart som beskrevs av Borgmeier 1962. Abaristophora diversipennis ingår i släktet Abaristophora och familjen puckelflugor. Inga underarter finns listade i Catalogue of Life.